# Nicholas Wilkinson

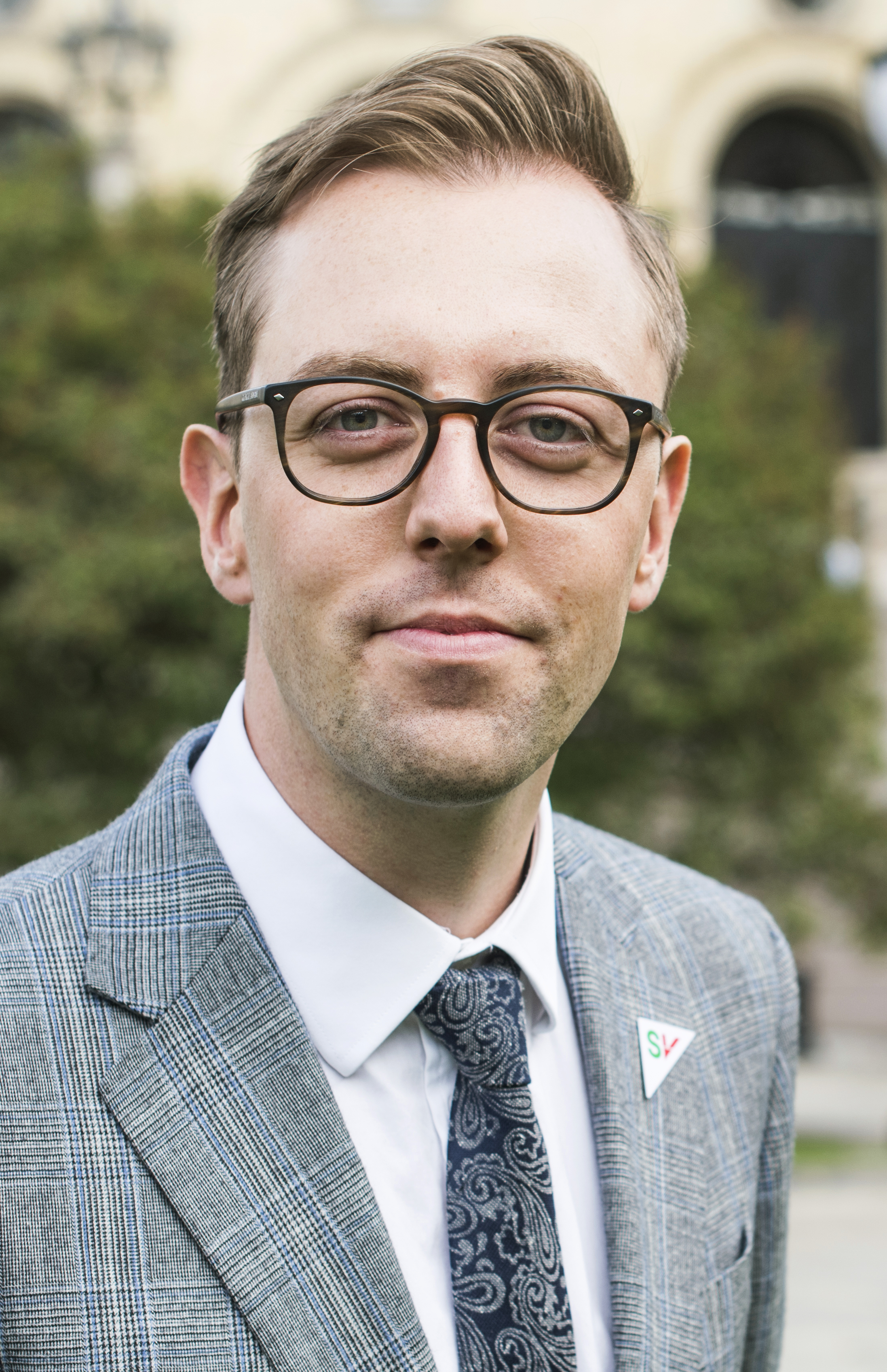
Nicholas Wilkinson, 2017

Nicholas Wilkinson (* 15. März 1988 in Lillehammer) ist ein norwegisch-britischer Politiker der Sosialistisk Venstreparti (SV). Von 2017 bis 2021 war er Abgeordneter im Storting.

## Leben
Wilkinson, dessen Vater Brite ist, wuchs in der heutigen Kommune Nordre Follo auf. Im Jahr 2007 wurde er Mitglied im Kommunalparlament der damaligen Gemeinde Oppegård. In den Jahren 2008 bis 2012 studierte er an der University of Manchester. Dabei erhielt er 2011 einen Bachelorabschluss in Politik, Philosophie und Wirtschaft, im Jahr 2012 folgte ein Master in politischer Wirtschaft. Für seine Masterarbeit erhielt er den Jean Monnet Prize of Excellence. Von 2013 bis 2014 war er als Generalsekretär der SV in der damaligen Provinz Akershus tätig. Im Jahr 2014 wurde er zum Vorsitzenden der Jugendorganisation Sosialistisk Ungdom gewählt, ein Amt, das er bis 2016 ausübte. Anschließend arbeitete er als Berater in der Kinderhilfsorganisation Forandringsfabrikken.
Bei der Parlamentswahl 2017 zog Wilkinson erstmals in das norwegische Nationalparlament Storting ein. Er vertrat dort den Wahlkreis Akershus und wurde Mitglied im Gesundheits- und Fürsorgeausschuss. Nachdem er sich im Mai 2018 eine Blutvergiftung zugezogen hatte und ins künstliche Koma versetzt worden war, musste er im Parlament vertreten werden. Bei Wilkinson wurde Aphasie diagnostiziert und konnte zunächst nicht sprechen und schreiben. Im Januar 2020 kehrte er wieder zu seiner Tätigkeit als Abgeordneter ins Parlament zurück. Im Juni 2020 erklärte er, bei der Wahl 2021 nicht erneut für einen Sitz im Storting kandidieren zu wollen. Er schied in der Folge im Herbst 2021 aus dem Parlament aus. Wilkinson begann anschließend für die Nichtregierungsorganisation FN-sambandet als politischer Berater zu arbeiten.